# Furio Radin
Furio Radin (Pula, 1. lipnja 1950.), hrvatski je političar koji trenutačno obnaša dužnost zastupnika u Hrvatskom saboru za talijansku nacionalnu manjinu, dužnost koju obnaša od 7. rujna 1992. godine. Također je predsjedao parlamentarnim odborom Ljudska prava i prava nacionalnih manjina od 2000. godine, a jedan od zamjenika predsjednika Sabora od 19. lipnja 2017. godine. Radin je saborski zastupnik s najdužim stažem u hrvatskoj povijesti, sa službom koja traje 32 godine te se od 2024. godine i nadalje nastavlja. Od 2017. godine imenovan je na poziciju potpredsjednika Sabora na kojoj se često sukobljavao sa oporbenim zastupnicima koji mu zamjeraju pristranost prema vladajućoj stranci. Jedan od ozbiljnijih sukoba je bila svađa zastupnika Glasnovića i zastupnika Lenarta prilikom koje je skoro došlo do fizičkog nasilja te je tom prilikom izrekao opomenu sa udaljenjem sa sjednice zastupniku Glasnoviću. 
1. ↑  Zastupnik data 261 | Hrvatski sabor. Hrvatski sabor. Pristupljeno 9. kolovoza 2025.